# مصطفى بن فضيل
مصطفى بن فضيل ولد يوم 7 نوفمبر 1968 في ولاية غليزان، غرب الجزائر، كاتب وشاعر وكاتب مسرحي وصحفي جزائري.